# Canton de Tulle-Campagne-Sud
Pour les articles homonymes, voir Canton de Tulle (homonymie).
Le canton de Tulle-Campagne-Sud est une ancienne division administrative française située dans le département de la Corrèze, en région Limousin.

## Histoire
Le canton de Tulle-Campagne-Sud est créé en 1982, avec comme chef-lieu Laguenne, lors de la partition en deux du canton de Tulle-Sud.

### Redécoupage cantonal de 2014-2015
Par décret du 24 février 2014, le nombre de cantons du département passe de 37 à 19, avec mise en application aux élections départementales de mars 2015. Le canton de Tulle-Campagne-Sud est supprimé à cette occasion. Douze de ses quatorze communes sont alors rattachées au canton de Sainte-Fortunade, les deux dernières (Les Angles-sur-Corrèze et Gimel-les-Cascades) étant rattachées au canton de Naves.

## Administration
| Période | Période | Identité          | Étiquette | Qualité |
| ------- | ------- | ----------------- | --------- | --- |
| 1982    | 2008    | Georges Mouly     | UDF-RAD   | Professeur Sénateur de la Corrèze (1980-2008) Maire de Tulle (1971-1977) Maire de Saint-Priest-de-Gimel jusqu'en 2001 Ancien conseiller général du canton de Tulle-Sud |
| 2008    | 2015    | Roger Chassagnard | PS        | Maire de Laguenne depuis 1989 Élu en 2015 dans le canton de Sainte-Fortunade                                                                                           |

## Composition
Le canton de Tulle-Campagne-Sud regroupait quatorze communes et comptait 8 957 habitants au 1er janvier 2012.
| Nom                    | Code Insee | Intercommunalité | Population (dernière pop. légale) |
| ---------------------- | ---------- | ---------------- | --------------------------------- |
| Laguenne (chef-lieu)   | 19101      | CA Tulle Agglo   | 1 351 (2014)                      |
| Les Angles-sur-Corrèze | 19009      | CA Tulle Agglo   | 108 (2014)                        |
| Chanac-les-Mines       | 19041      | CA Tulle Agglo   | 504 (2014)                        |
| Le Chastang            | 19048      | CA Tulle Agglo   | 373 (2014)                        |
| Cornil                 | 19061      | CA Tulle Agglo   | 1 401 (2014)                      |
| Gimel-les-Cascades     | 19085      | CA Tulle Agglo   | 763 (2014)                        |
| Ladignac-sur-Rondelles | 19096      | CA Tulle Agglo   | 423 (2014)                        |
| Lagarde-Enval          | 19098      | CA Tulle Agglo   | 806 (2014)                        |
| Marc-la-Tour           | 19127      | CA Tulle Agglo   | 162 (2014)                        |
| Pandrignes             | 19158      | CA Tulle Agglo   | 167 (2014)                        |
| Saint-Bonnet-Avalouze  | 19185      | CA Tulle Agglo   | 220 (2014)                        |
| Sainte-Fortunade       | 19203      | CA Tulle Agglo   | 1 800 (2014)                      |
| Saint-Martial-de-Gimel | 19220      | CA Tulle Agglo   | 476 (2014)                        |
| Saint-Priest-de-Gimel  | 19236      | CA Tulle Agglo   | 491 (2014)                        |

## Démographie
| 1982  | 1990  | 1999  | 2006  | 2011  | 2012  |
| ----- | ----- | ----- | ----- | ----- | ----- |
| 8 367 | 8 681 | 8 645 | 8 906 | 8 974 | 8 957 |